# 三民里 (復興區)
三民里，位於台灣桃園市復興區西北部，面積9.2平方公里，人口有2,590人。西以三民溪與大溪區新峰里為界，北以金平山西山稜與新北市三峽區五寮里相鄰，南以枘頭山山稜與奎輝里相隔，東以金平山南山稜與霞雲、澤仁2里接壤。

## 里名由來
因為國民政府接管臺灣及國民政府政令宣導習慣，取建設「三民」主義模範區之義，命名為「三民村」。三民地區為北橫公路省道台7線與台7乙線交會點，又處於漢人與原住民居住交接地帶，交通地位重要。以北橫公路及支線為分界，公路以西屬大溪區新峰里，公路以東屬復興區三民里，門牌地名皆稱「水流東」，村內包括水流東、基國派（Kyagopay，魚藤之意）、大窩、詩朗、丸山（圓山）、枕頭山、水管頭等部落。里中心為「水流東」。

## 歷史沿革
清代光緒12年（1886年），劉銘傳於大嵙崁（今大溪鎮）設立「臺灣撫墾總局」，該村屬於總局之「大嵙崁撫墾事務總辦」其下配置的水流東後營。日治時期，明治29年（1896年），屬大嵙崁撫墾署管轄；明治31年（1898年）改隸三角湧辦務署大嵙崁支署；明治33年（1900年）改屬大嵙崁辦務署；明治34年（1901年）屬桃仔園廳大嵙崁支廳；明治38年（1905年）紛屬桃園廳大嵙崁支廳番地；大正9年（1920年）屬新竹州大溪郡番地。
二次大戰結束後，國民政府接收臺灣，民國36年（1947年）初屬新竹縣角板鄉（今復興鄉）角板村，同年分置獨立為「三民村」及「澤仁村」，之後該村村名及界線未再改變，直到2014年12月25日，桃園縣升格直轄市，才將村更名為里。

## 景點

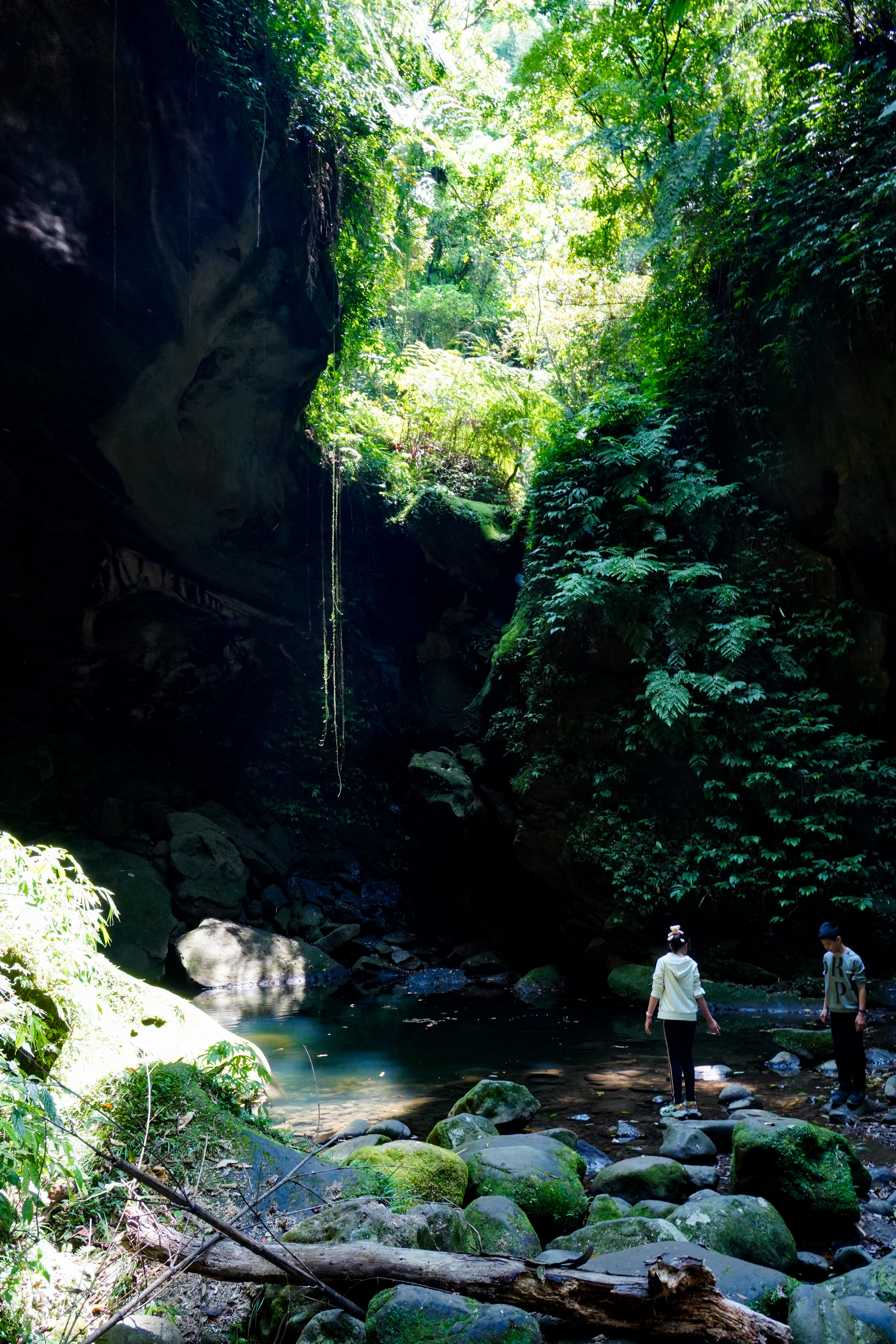
三民蝙蝠洞

- 基國派老教堂
- 三民蝙蝠洞